# Dee Murray
Dee Murray Oates (Southgate, 3 aprile 1946 – Nashville, 15 gennaio 1992) è stato un musicista britannico.

## Biografia
È noto in ambito musicale per essere stato il principale bassista della Elton John Band: grazie alla sua tecnica, al suo talento e ai suoi cori, che ne facevano un musicista d'élite, darà un enorme contributo al tipico sound dei primi lavori dell'artista britannico. Prima di unirsi a lui, aveva iniziato con i Mirage nel 1965 per poi unirsi brevemente agli Spencer Davis Group con il batterista Nigel Olsson.
Nel 1970 i due erano entrati in contatto con Elton e avevano formato il primo nucleo della band, sostanzialmente un trio, che vedeva John al pianoforte, Murray al basso e Olsson alla batteria. In seguito la formazione suonò nel trionfale tour americano che lanciò Elton come grande superstar del rock mondiale. In studio lo troviamo per la prima volta con Elton in Tumbleweed Connection (Amoreena), comunque viene messo fortemente in evidenza nell'album live 17-11-70.
A partire dal 1972, ormai ufficialmente membro della Elton John Band insieme a Olsson e al chitarrista scozzese Davey Johnstone, ha suonato stabilmente in tutti i dischi della rockstar (compreso Goodbye Yellow Brick Road) fino al concept album Captain Fantastic and the Brown Dirt Cowboy (1975). Subito dopo la distribuzione dell'LP fu infatti sostituito insieme ad Olsson: non è un caso che la fine del periodo d'oro della carriera di Elton coincida con la partenza di questi validi musicisti, facenti parte di una delle migliori rhythm section della storia della musica rock.
Nel 1980 Dee fu richiamato nel gruppo, continuando a suonare fino a Breaking Hearts del 1984 (aveva ricominciato a lavorare in studio con l'album del 1983 Too Low for Zero). La sua ultima apparizione in un album di Elton John è stata ai cori di Reg Strikes Back (1988). Murray ha inoltre collaborato con i Procol Harum (1977), Billy Joel, Carol King, Peter Allen, Rick Springfield, Alice Cooper e Kiki Dee.
Nel 1992 è morto dopo aver avuto un ictus a causa di un tumore contro il quale combatteva da diverso tempo: non aveva ancora compiuto 46 anni. Il 15 marzo dello stesso anno Elton ha suonato in due concerti al "Grand Ole Opry" di Nashville, allo scopo di raccogliere fondi a favore della famiglia del musicista.